# Valdobbiadene
Valdobbiadene (venecijanski: Valdobiàdene) je općina u pokrajini Treviso (regija Veneto) u sjevernoj Italiji, oko 30 km sjeverno od glavnog grada pokrajine, Trevisa, te ima 35.082 stanovnika (2018.). 
Dana 7. srpnja 2019. godine „Brežuljci prošeka Coneglianoa i Valdobbiadenea” upisani su na UNESCO-ov popis mjesta svjetske baštine u Europi. Naime, krajolik karakteriziraju hrbati brežuljci ciglioni, male parcele vinove loze na uskim travnatim terasama, te šume, mala sela i poljoprivredna zemljišta. Stoljećima je ovaj grbav teren čovjek oblikovao i prilagođavao, te je od 17. st. nastao poseban šahovski krajolik koji se sastoji od redova vinove loze paralelnih i okomitih prema padinama.

## Zemljopisne odlike
Područje Valdobbiadenea leži u podnožju brežuljaka prošeka koje prethode pred-alpskim predjelima Belluno, u srednjoj poziciji između venecijanske nizine i Dolomitskih Alpa, što pruža svježu klimu za sorte grožđa glera. Ovo planinsko selo nalazi se na visoravni Ornic iznad doline kojom protječe rijeka Piave.
Općini Valdobbiadene pripadaju mjesne zajednice (frazione) sela: Bigolino, Guia, San Giovanni, San Pietro di Barbozza, Santo Stefano, San Vito i najveća, Borgate.

## Povijest
Prvi tragovi nastanjenosti sežu u prapovijesno i rimsko vrijeme, i unatoč rijetkosti tih tragova, gotovo je sigurno da je regija bila posjećena od tog vremena, s obzirom na formiranje obližnjih gradova kao što su: Asola, Feltre i Belluno. Paul Diacre u svojoj Historia Langobardorum („Povijest Langobarda”) spominje ovo mjesto, koje on naziva Duplavilis, rodnim gradom pjesnika Venance Fortunata. Iz ovog toponima (koji se na latinskom jeziku vjerojatno odnosi na dva kraka Piave - Plavis) potiče naziv današnjeg sela Val di Dobiadene, koji je prije označavao cijelu susjednu dolinu. Međutim, prvi pisani dokument u kojem se spominje Valdobbiadene je diploma cara Henrika V. od 7. svibnja 1116. u kojoj on postavlja granice različitih općina u regiji. Od 1391. godine je u posjedu Mletačke Republike.
Na teritoriju Valdobbiadene 1796. godine došlo je do sukoba između austrijske vojske koja je okupirala to područje i francuske vojske koja je prolazila kroz Furlaniju gdje je bio Napoleon. Od Bečkog kongresa (1815.) do 1866. godine, Valdobbiadene je bio dio austrijske monarhije (Lombardsko-venetsko Kraljevstvo). 
Od kraja Prvog svjetskog rata, u kojemu je strašno stradao, pripada talijanskoj pokrajini Veneto. Između 1913. i 1931. Valdobbiadene je predstavljao sjeverni kraj tramvaja Montebelluna-Valdobbiadene, koji je u to vrijeme predstavljao važno razvojno sredstvo za ekonomiju (vinarstvo) tog područja.

## Znamenitosti
- U brdima oko Valdobbiadenea nalaze se Denominazione di origine controllata i garantita (DOCG) zona Colli di Valdobbiadene („Brda Valdobbiadenea”). Ovdje se oba crvena i bijela talijanska vina proizvode s različitim razinama slatkoće, od suhih do slatkih passito (prošek) desertnih vina. God. 2019. ova brda su postala UNESCO-ova svjetska baština zbog tradicionalnog uzgoja na malim brežuljcima (ciglioni) i bellussera tehnike osposobljavanja vina iz 19. st. koja je doprinijela estetskim karakteristikama krajolika.[2]
- Katedrala Valdobbiadene (Santa Maria Assunta)
- Župna crkva Guia (pripisano Canovi)

## Poznate osobe
- Venantius Fortunatus (oko 570. – 610.), pjesnik i hagiograf iz Merovinškog razdoblja, biskup Poitiersa
- Giancarlo Zizola (1936. – 2011.), talijanski novinar i publicist
- Antonio Fassina (rođen 1945.), talijanski vozač relija
- Michele Godena (rođen 1967.), talijanski šahist
- Samuele Longo (rođen 1992.), talijanski nogometaš

## Zbratimljeni gradovi
- Mór, Mađarska

## Vanjske poveznice
|  | Zajednički poslužitelj ima još gradiva o temi Valdobbiadene |

- Službene stranice grada (tal.)